# Assert.h
assert.h是C標準函数庫中的头文件。其中定义了assert()宏用于程序调试。
在C標準函数庫中，它是個非常特別的头文件，你可以將它引入數次以獲得不同的效果，此效果依引入時是否以定義NDEBUG而定。

## 宏
assert()是一个诊断宏，用于动态辨识程序的逻辑错误条件。其原型是：
void assert(int expression);
如果宏的参数求值结果为非零值，则不做任何操作（no action）；如果是零值，用宽字符打印诊断消息，然后调用abort()。诊断消息包括：
- 源文件名字（在stdlib.h中声明的宏__FILE__的值）
- 所在的源文件的行号（在stdlib.h中声明的宏__LINE__的值）
- 所在的函数名（在stdlib.h中声明的宏__func__的值），这是C99新增的特性
- 求值结果为0的表达式

诊断信息的显示目标依赖于被调用程序的类型。如果是控制台程序，诊断信息显示在stderr设备；如果是基于窗口的程序，assert()产生一个Windows MessageBox来显示诊断信息。
程序可以屏蔽掉所有的assert()而无需修改源代码。这只需要在命令行调用C语言的编译器时添加宏定义的命令行选项，定义NDEBUG宏;也可以在源程序程序引入<assert.h>之前就使用#define NDEBUG来定义宏。被屏蔽的assert()甚至不对传递给它的参数表达式求值，因此使用assert()时其参数表达式不能有副作用（side-effects）。

## 例程
```
#include
 
<stdio.h>

#include
 
<assert.h>

int
 
main
 
(
void
)

{

    
FILE
 
*
fd
;

    
fd
 
=
 
fopen
 
(
"/home/user/file.txt"
,
 
"r"
);

    
assert
 
(
fd
);

    
fclose
 
(
fd
);

    
return
 
0
;

}

```